# Delta Spirit
Delta Spirit es una banda de San Diego, California. El grupo combina instrumentos no convencionales como el  trash cans lids y orchestral bass drums. Desarrollan temas medianmaje

diego
te multiinstrumentalismo y espiritualidad basándose en composiciones híbridas de rock y soul norteamericano. El grupo está formado por Jon Jameson (bajista), Brandon Young (percusionista), Matthew Vasquez (vocal/guitarrista), Kelly Winrich (multinstrumentista) y Will McLaren (guitarrista).

## Historia
En 2005, Jonathan Jameson y Brandon Young, que habían tocado en muchas bandas, decidieron formar un grupo con su nuevo amigo Sean Walker. Los jóvenes vieron por primera a Vasquez músico en la calle en un banco a las dos de la mañana, e intercambiaron información. Delta Spirit contrató a Kelly Winrich como productor, y se unió a la banda en el primer año. La banda obtuvo su nombre de tío abuelo de Jonathan, «Uncle Red», que era un controlador de vuelos de cerca de Birmingham, Alabama. También dirigió una compañía, «Delta Spirit Taxidermy Station of North Central Alabama». La banda lanzó su primer EP,I Think I've Found It, en Cold War Kids en 2006, posteriormente viajaron junto a Cold War Kids, Clap Your Hands Say Yeah y Dr. Dog.
La banda produjo y grabó su primer álbum de larga duración,Ode to Sunshine, en una cabaña en las montañas de San Diego. Fue reeditado con nuevas composiciones (con el tío de Kelly Dr. Thomas Payne en la portada) y una nueva versión de la canción «Streetwalker» el 26 de agosto de 2008, por Rounder Records. La banda ha hecho apariciones en televisión, tanto en el Late Night with Conan O'Brien a finales de 2008 y en Last Call con Carson Daly el 12 de marzo de 2009. Su segundo álbum,History From Below, fue puesto a la venta el 8 de junio de 2010.
Sean Walker, abandonó la banda y fue reemplazado por el guitarrista William McLaren. William formalmente tocó en The Willowz and Cults.
Actualmente se encuentran grabando su tercer disco, un álbum de estudio con el productor Chris Coady.
Residen en Long Beach y tocaron en el Coachella Valley Music and Arts Festival de Indio en abril de 2011.
La canción de Delta Spirit Devil Knows You're Dead se utilizó en la escena final de la quinta y última temporada de Friday Night Lights.
La canción People, Turn Around también se utilizó en la escena final de la 2.ª temporada de Sons of Anarchy episodio «Potlatch».
La canción 911 se utilizó en la escena final de la 2.ª temporada de My Life As Liz Episodio 5.
La canción People C'mon fue utilizada en The Big C en el episodioBlue Eyed Iris y en Gossip Girl.
La canción Yamaha fue utilizada en una de las escenas de Warm Bodies (película).

## Discografía
- I Think I've Found It EP (2006)
- Ode to Sunshine (2008)
- History From Below (2010) U.S. #174[1]
- Waits Room EP (2010)